# Wikipedia tiếng Patois Jamaica
Wikipedia tiếng Patois Jamaica là một phiên bản Wikipedia, một bách khoa toàn thư mở.